# لمحة عامة عن الهندسة الكهربائية
هذه المقالة هي نظرة عامة، ودليل موضوعي للهندسة الكهربائية.

الهندسة الكهربائية هي الهندسة التي تتعامل مع دراسة وتطبيق الكهرباء، والإلكترونيات، والكهرومغناطيسية. أصبحَت هذه الدراسة تخصصًا في أواخر القرن التاسع عشر، بعد التسويق الذي قام للتلغراف الكهربائي، وإمدادات الطاقة الكهربائية. الهندسة الكهربائية الآن تُغطي مجموعة من المواضيع الفرعية بما في ذلك: الطاقة، والإلكترونيات، والكهرومغناطيسية، وأنظمة التحكم، والرقميات، ومعالجة الإشارات، والاتصالات.

## التصنيف
الهندسة الكهربائية تُوصف بشيئين:
- تخصص جامعي: فهي فرع المعرفة التي تُدرَس وتُجرى عليها البحوث، على مستوى الكلية أو الجامعة. المجلات الجامعية والجمعيات العلمية والأقسام الجامعية أو الكليات التي ينتمي إليها ممارسوها هي التي تُحدد أقسام الهندسة الكهربائية عادةً.
- تخصص هندسي: تتطلب الانضباط والمهارة والمهنة في اكتساب وتطبيق المعرفة العلمية والاقتصادية والاجتماعية والعملية، من أجل تصميم وبناء الهياكل والآلات والأجهزة والأنظمة والمواد والعمليات.

## فروع من الهندسة الكهربائية
- هندسة أنظمة الطاقة
- هندسة التحكم
- هندسة الإلكترونيات
- هندسة الإلكترونيات الدقيقة
- معالجة الإشارة
- هندسة الاتصالات
- الأجهزة والقياسات
- هندسة الحاسوب
- هندسة البصريات (ما يٌعرف تحديدًا بهندسة البصريات الكهربائية)

## تخصصات ذات صلة
- هندسة طبية حيوية
- هندسة ميكاترونيات
- فيزياء هندسية

## تاريخ الهندسة الكهربائية
- تاريخ الهندسة الكهربائية

## مفاهيم الهندسة الكهربائية العامة

### الكهرومغناطيسية
الكهرومغناطيسية
- الكهرباء
- المغناطيسية
- الطيف الكهرومغناطيسي
  - الطيف البصري
- الكهروسكونية
  - الشحنة الكهربائية
  - قانون كولوم
  - الحقل الكهربائي
  - قانون جاوس
  - الكمون الكهربائي (الجهد الكهربائي)
- المغناطيسية الساكنة
  - التيار الكهربائي
  - قانون أمبير
  - الحقل المغناطيسي
  - العزم المغناطيسي
- الكهرومغناطيسية (الكهرباء والمغناطيس الحركية)
  - قانون لورنتز
  - القوة الدافعة الكهربائية
  - الحث اكهرومغناطيسي
  - قانون فاراداي وقانون لنز
  - تيار الإزاحة
  - معادلات ماكسويل
  - مجال كهرومغناطيسي
  - موجة كهرومغناطيسية
- الدائرة الكهربائية
  - المقاومة والموصلية الكهربائية
  - السعة الكهربائية
  - الملف الكهربائي
  - المعاوقة
  - دائرة الرنان
  - الدليل الموجي

### القوانين الفيزيائية
القوانين الفيزيائية
- قانون أمبير
- قانون كولوم
- قانون بيوت - سافارت
- قانون فاراداي وقانون لنز
- قانون جاوس
- قانونا كرشوف
  - قانون كرشوف للتيار الكهربائي
  - قانون كرشوف للجهد الكهربائي
- معادلات ماكسويل
  - قانون جاوس
  - قانون جاوس المغناطيسي
  - قانون فاراداي وقانون لنز
  - قانون أمبير
  - معادلة الاستمرارية (تُعتبر معادلة ماكسويل الخامسة)
- قانون أوم

### هندسة التحكم
هندسة التحكم
- نظرية التحكم
  - التحكم المتكيف
  - التحكم الرقمي
  - التحكم اللاخطي
  - التحكم الأمثل
  - التحكم الذكي
  - الشبكة العصبية
  - تحكم بالمنطق الضبابي
  - التحكم الاستشرافي
- خواص النظام:
  - الاستقرار الأسي
  - الاستقرار الهامشي
  - الاستقرار المحصور
  - استقرار ليابنوف (الاستقرار غير المتماثل)
  - استقرار المُدخَل للحالة
  - قابلية التحكم
  - قابلية الملاحظة
  - ارتجاع سلبي
  - ارتجاع إيجابي
- تمثيل وتحليل النظام:
  - التعرف على النظم
  - ملاحظ الحالة
  - المبدأ الأول
  - مربعات دنيا
  - مرشح كالمان
  - محل الجذر
  - مرشح كالمان الموسع
  - رسمة تدفق الإشارة
  - التمثيل الفضائي للحالة
  - شبكة عصبونية اصطناعية
- المتحكمات:
  - متحكمة الحلقة المغلقة
  - متحكم تناسبي تكاملي تفاضلي
  - جهاز تحكم منطقي قابل للبرمجة
  - نظام مضمن
  - التحكم الاتجهاهي
  - التحكم العزمي المباشر
  - متحكمة الإشارات الرقمية
  - تضمين عرض النبضة
- تطبيقات التحكم:
  - نظام التحكم الصناعي
  - التحكم في العمليات
  - نظام التحكم الموزع
  - هندسة الميكاترونيات
  - التحكم بالحركة
  - سكادا

### الإلكترونيات
إلكترونيات
- الدائرة الكهربائية
  - قوانين الدائرة الكهربائية:
    - قانونا كيرشوف
      - قانون التيار الكهربائي
      - قانون الجهد الكهربائي

    - تحويلة ستار دلتا
    - قانون أوم

  - العنصر الإلكتروني
    - عنصر غير نشيط (خطي)
      - الممقاومة الكهربائية
      - المكثف الكهربائي
      - الملف الكهربائي
      - مستشعر تأثير هال

    - عنصر نشيط (غير خطي)
      - متحكم دقيق
      - مضخم عملياتي

    - أشباه الموصلات
      - ثنائي المساري (الدايود)
        - ثنائي الزنز
        - ثنائي باعث للضوء
        - ثنائي موجب ذاتي سالب
        - وصلة شوتكي
        - دايود أفلاشي
        - ثنائي ليزري
        - داياك

      - المقداح (ثايرستور)
      - المقحل (ترانزستور)
        - ترانزستور ثنائي القطب
        - ترانزستور تأثير المجال
        - موسفت
        - ترانزستور دارجلتن
        - ترانزستور ثنائي القطب ذو البوابة المعزولة

      - ترياك
- أتمتة التصميم الإلكتروني (كالدوائر المتكاملة)

### هندسة الطاقة
هندسة أنظمة الطاقة
- توليد الكهرباء
  - مولد كهربائي
  - طاقة متجددة
  - طاقة مائية
- نقل الكهرباء
  - برج كهرباء
  - محول
  - خط نقل كهرباء
- توزيع الكهرباء
- هندسة الوقاية الكهربائية
- الطرق
  - تيار متردد
  - تيار مستمر
  - تيار أحادي الطور
  - تيار ثنائي الطور
  - تيار ثلاثي الطور
- كهروميكانيكا
- إلكترونيات الطاقة
  - عاكس كهربائي
  - معوض الطاقة الارتكاسية الثابت
  - محول التردد
  - تحكم وارد ليونارد

### المركبات الكهربائية
مركبة كهربائية
- محرك كهربائي
- مركبة كهربائية هجينة
- مركبة هجينة قابلة للشحن الخارجي
- بطارية قابلة للشحن
- مركبة لشبكة
- شبكة ذكية

### معالجة الإشارات
معالجة الإشارة
- معالجة الإشارة التماثلية
- معالجة الإشارة الرقمية
  - تكميم (أخذ قيم محددة)
  - استعيان
    - محول تناظري رقمي، محول رقمي تناظري
    - وقت متصل ووقت منفصل
    - استعيان مخفض
    - تردد نايكوست
    - مبرهنة الاستعيان
    - استعيان فوق الحاجة
    - الاستعيان والتوقيف
    - تردد الاستعيان
    - استعيان تحت الحاجة
    - استعيان مرفع

  - معالجة الإشارة الصوتية
    - خفض الضجيج الصوتي
    - معالجة الكلام
    - التسوية الصوتية

  - معالجة الصور الرقمية
    - التحويل الهندسي
    - التصحيح اللوني
    - رؤية حاسوبية
    - خفض الضجيج الصوري
    - كشف الحواف
    - رسومات الحاسوب ثنائية الأبعاد
    - تقطيع الصورة

  - ضغط البيانات
    - ضغط البيانات غير المضيع
    - ضغط فقود
- المرشح
  - مرشح تماثلي
  - مرشح صوتي
  - مرشح رقمي
    - استجابة نبضية نهائية
    - استجابة نبضية لانهائية

  - مرشح إلكتروني
  - مرشح تماثلي
  - المرشح
    - مرشح تمرير النطاق
    - مرشح إيقاف النطاق
    - مرشح باتروورث
    - مرشح شبايشف
    - مرشح ترددات عالية
    - مرشح كالمان
    - مرشح ترددات منخفضة
    - مرشح إيقاف النطاق
    - مرشح سولن كي
    - مرشح واينر
- التحويلات
  - تحويل زاء المتقدم
  - التحويل الخطي الثنائي
  - تحويل فورييه
  - تحويل جيب التمام المتقطع
  - تحويل فورييه المتقطع، وتحويل فوريي السريع
  - تحويل الجيب المتقطع
  - تحويل فورييه
  - تحويل هيلبرت
  - تحويل لابلاس
  - تحويل لابلاس الثنائي
  - تحويل زد

### الأجهزة (الوسائط)
- المشغل
- المحرك الكهربائي
- المولد الكهربائي
- راسم الإشارة

### هندسة الاتصالات
اتصال عن بعد
- الهاتف
  - تضمين نبضي مرمز
  - لوحة توزيع رئيسية
  - نظام حامل
- هاتف محمول
- شبكة لاسلكية
- ليف بصري
- تضمين (إلكترونيات)
  - موجة حاملة
- قناة اتصال
- نظرية المعلومات
  - كشف وتصحيح أخطاء
- تلفزة رقمية
- الإذاعة الرقمية الصوتية
- مذياع بالقمر الصناعي
- قمر اصطناعي

## مهن الهندسة الكهربائية
- تكنولوجي كهربائي

## منظمات الهندسة الكهربائية
- اللجنة الكهروتقنية الدولية

## منشورات في الهندسة الكهربائية
- دورية الهندسة الكهربائية

## روابط خارجية
- اللجنة الكهرتقنية الدولية
- دورات مفتوحة في معهد ماساتشوستس للتكنولوجيا - نظرة متعمقة على الهندسة الكهربائية - دورات عبر الإنترنت مع محاضرات مرئية.
- شبكة (IEEE) للتاريخ العالمي - موقع قائم على ويكي يحتوي على العديد من الموارد حول تاريخ IEEE وأعضائه ومهنهم وتقنيات والعلوم والمعلومات الكهربائية.